# Trones (Nordland)
Pour les articles homonymes, voir Trône (homonymie).
Trones est une localité du comté de Nordland, en Norvège.

## Géographie
Administrativement, Trones fait partie de la kommune de Beiarn.